# قلعة عجلون
قلعة عجلون وتسمى أيضًا قلعة الرَّبض وقلعة صلاح الدين هي قلعة تقع في عجلون، الأردن، على قمة جبل عوف (أو جبل بني عوف) المشرف على أودية كفرنجة وراجب واليابس. بناها القائد عز الدين أسامة أحد قادة صلاح الدين الأيوبي سنة 1184م (580 هجري) لتكون نقطة ارتكاز لحماية المنطقة والحفاظ على خطوط المواصلات وطرق الحج بين بلاد الشام والحجاز لإشرافها على وادي الأردن وتحكمها بالمنطقة الممتدة بين بحيرة طبريا والبحر الميت.

## التاريخ
كان الهدف من بنائها هو الحيلولة دون انتشار القوات الصليبية في منطقة عجلون، ولحماية الطرق التجارية مع دمشق وشمال سوريا من تدخل الفرنجة ومنعهم من أي توسع في المنطقة الواقعة شرقي نهر الأردن والسيطرة الإدارية على سكان المنطقة الذين «كانوا عصاة لا يدخلون تحت طاعة». وكان يسكن بها حينها قومً يقال لهم بني عوف وهم من أعطوا الجبل إسمه (جبل عوف أو جبل بني عوف).
أقيمت القلعة بمواجهة حصن كوكب الهوى لرصد تحركات الفرنجة وتنقلاتهم آنذاك ومن ثم للسيطرة على مناجم الحديد التي اشتهرت بها جبال عجلون، وزودت القلعة عند بنائها بأبراج مربعة أقيمت عند زوايا البناء وفتحت في جدرانها السميكة حلقات السهام، وإلى جانب القلعة كشفت الحفريات الأثرية عن بقايا كنيسة تعود إلى العهد البيزنطي المبكر.
وفي زمن العثمانيين سُميت ب (قلعة ابن فريح)، إشارة إلى قبيلة الفريحات التي كانت تحكم تلك المنطقة.

## البناء والعمارة

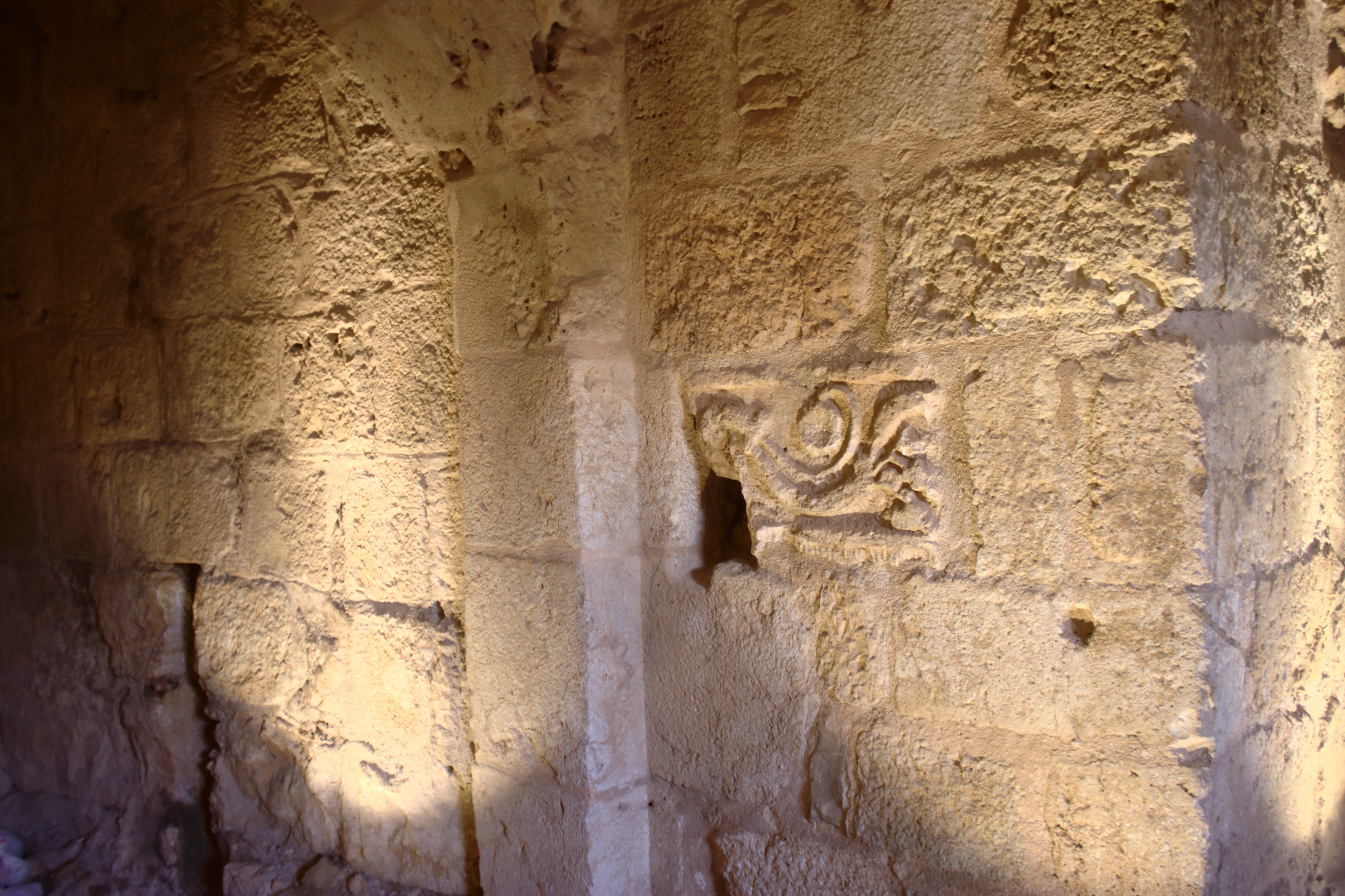
جانب من جدران القلعة الداخلية، (قرن الوفرة).

بنيت القلعة على شكل شبه مربع، وفيه أربعة أبراج، كل برج يتكون من طابقين. بعد معركة حطين أضيف برجان يقعان إلى يمين مدخل القلعة، ويوجد متحف داخل القلعة يحتوي العديد من القطع الأثرية الرائعة.
ضربت القلعة زلازل مدمرة في عامَي 1837 و1927، إلا أنها بقيت صامدة لتكون شاهداً حياً على عبقرية الهندسة العسكرية الإسلامية، فقد أكسبها موقعها على أعلى قمة ميزةً إستراتيجية فريدة، حيث يحيط بها خندق عميق يبلغ متوسط عرضه 16 متراً يتراوح عمقه بين 12 و15 متراً كان يُستخدم لجمع المياه، وكحاجز منيع يصعب اقتحامه، فضلاً عن البوابات المحصنة والأبراج العالية التي شكلت موقعاً فريداً للمراقبة والدفاع.
تكثر الدهاليز والممرات الضيقة في القلعة، وفيها القاعات الفسيحة التي كانت منامات للجند وإصطبلات لخيول الأيوبيين، إضافة إلى آبار المياه التي تتسع لآلاف الأمتار المكعبة من مياه المطر.
وقد قامت وزارة السياحة والآثار العامة بأعمال الصيانة والترميم، وأعادت الجسر المعلق على الخندق عام 1980. ويوفر الموقع الاستراتيجي للقلعة وارتفاعها الشاهق البالغ 1023 متراً عن سطح البحر، إطلالة واسعة على غور الأردن وفلسطين من بحيرة طبرية حتى البحر الميت. حيث يمكن للمرء مشاهدة جبال القدس في الأفق الغربي في أيام الصحو.
أهم ما يميز عمارة القلعة هي القبابب المعلقة والتي تعلو الممرات التي نؤدي إلى داخل القلعة وتوفر الإضاءة اللزمة لها، وتتكون القلعة من مثمنات توزع الثقل في وسطط القلعة على الجدران التي تتكون من جدران حجرية ضخمة، والمثنات هي شكل أساسي في التصميم الهندسي للقلعة والتي تتيح المجال لبناء عدة طوابق في القلعة من خلال توزيع الاحمال والثقل، ويوجد في القلعة فتحان بهدف الحماية من الاقتحام، وتوفر الضوء من جهة أخرى، تم استخدام الملاط في بناء القلعة مما يزيد قوة البناء، والذي تم تحضيره من الجير المطفي والشيد، وتم إضافة مادة النحاس في بعض الأحيان، الذي يتأكسد ويتحول لونه عند تسرب المياه إليه مما يشير لوجود رطوبة في هذه المنطقة ويتم إصلاحها.

## متحف آثار عجلون
إفتتح متحف آثار عجلون عام 2003 في قاعتين في برج (أيبك بن عبد الله) داخل قلعة عجلون، بعد أن جرت لهما أعمال صيانة وترميم. وقد عُرضت القطع الأثرية في 21 خزانة. حيث تمثل تلك القطع العصور التاريخية المختلفة.
ومن بين القطع المعروضة: نقوش عربية، وقنابل نارية، وقذائف منجنيق، وأوانٍ فخارية كانت تُستخدم في صناعة السكّر، وقِطَع نقدية معدنية، وعُرضت القطع الأثرية تبعاً للمواقع التي اكتُشفت فيها أو الموضوعات التي تمثلها، فقد خُصصت خزائن للقطع المكتشَفة في القلعة كالقنابل النارية والأباريق والأواني الفخارية، ومن تل أبو سربوط عُرضت أواني صناعة السكّر في خزائن خاصة، كما عُرضت قطع نحاسة صغيرة وقطع عملة في خزانة منفردة. وهناك خزانة عُرضت فيها مجموعة من القطع الأثرية المهداة من أحد المواطنين.

## معرض الصور

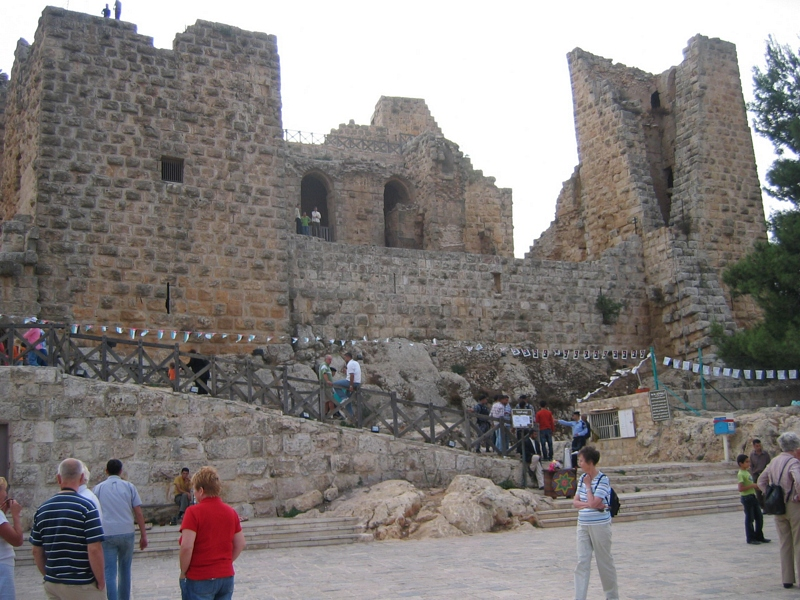
مدخل القلعة.
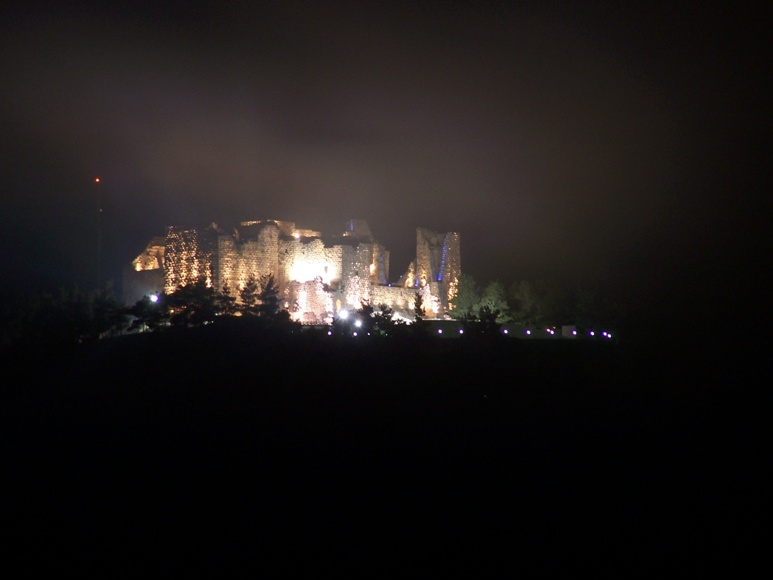
القلعة ليلاً.
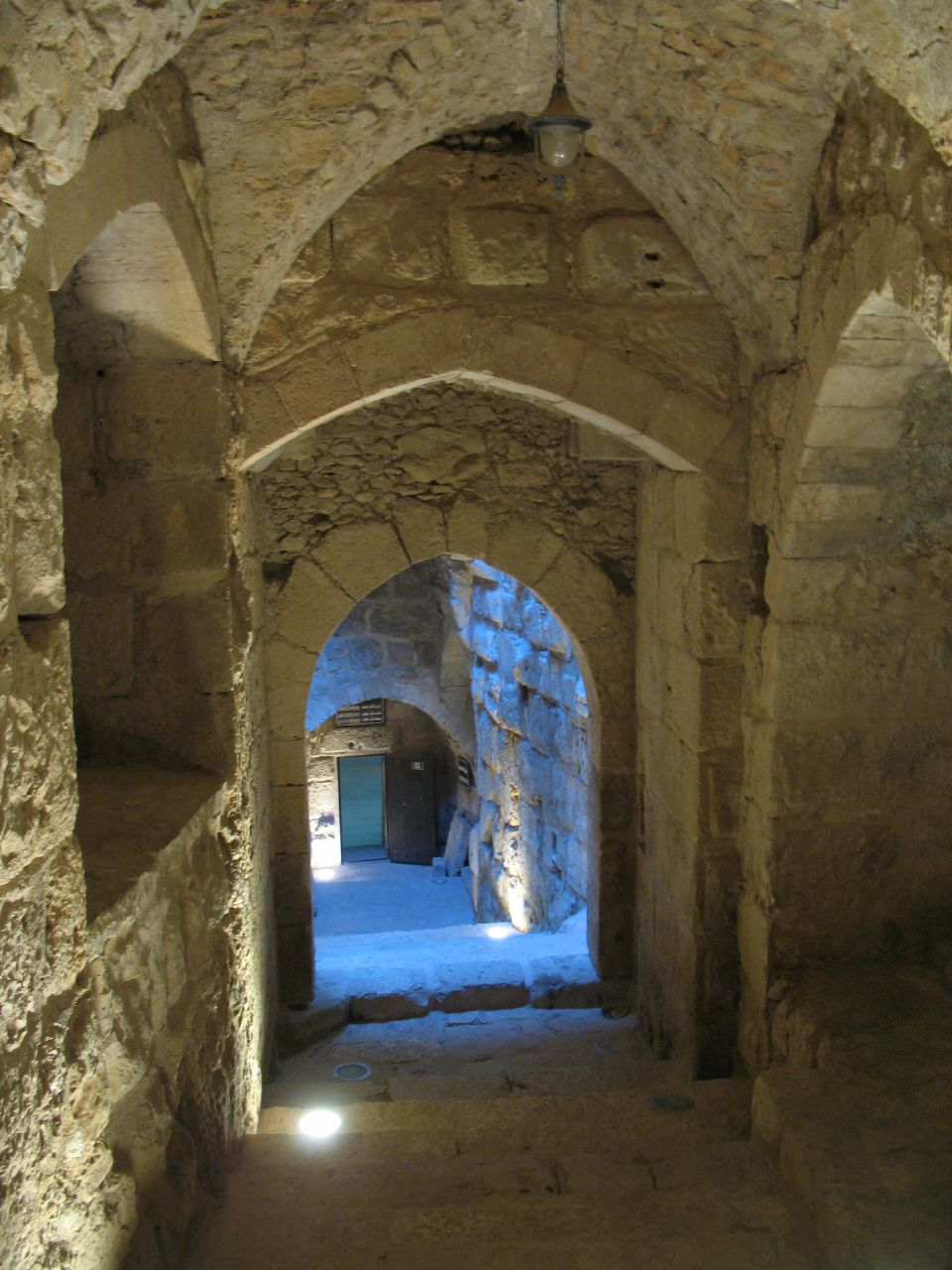
القلعة من الداخل.
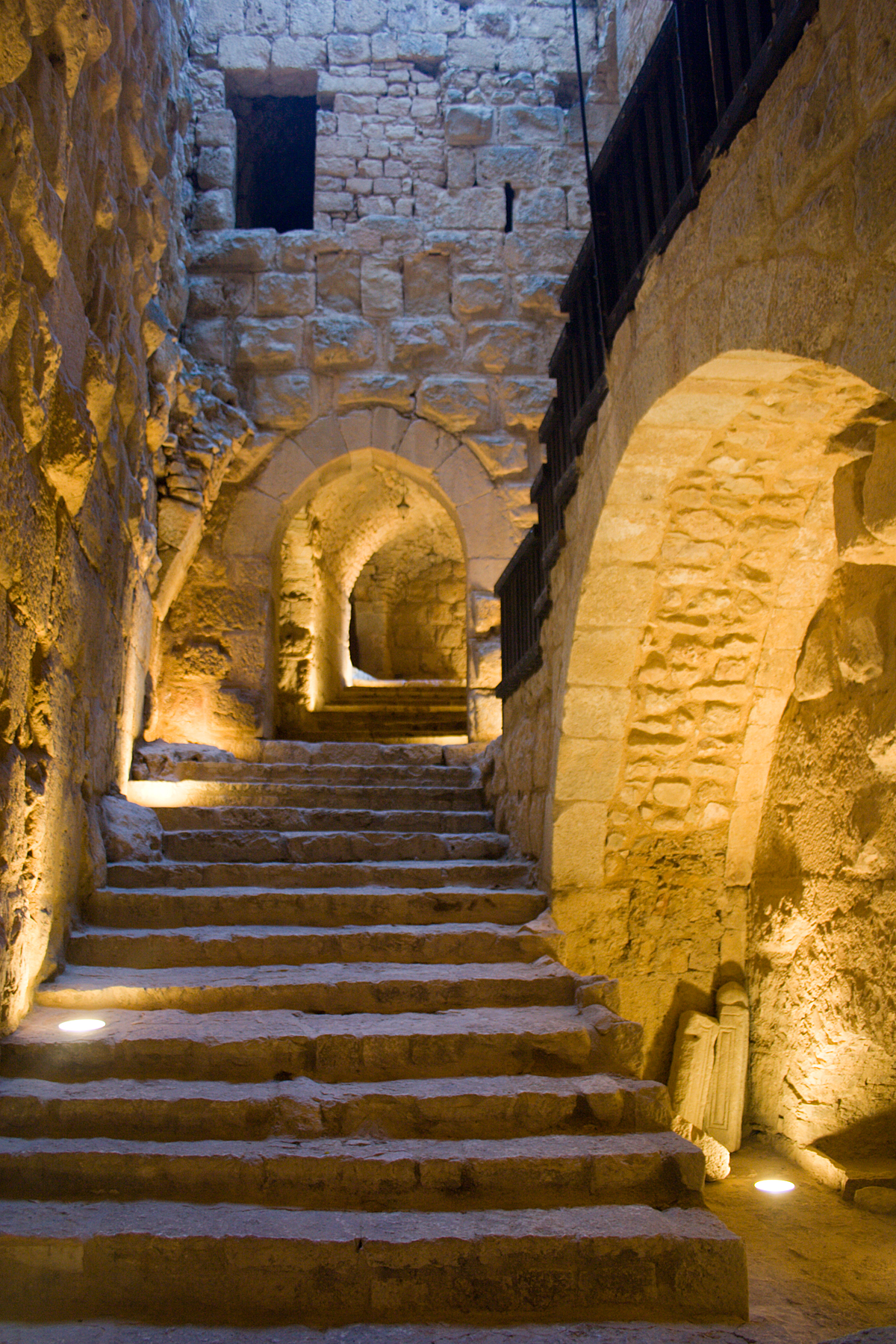
القلعة من الداخل، (درج داخلي).
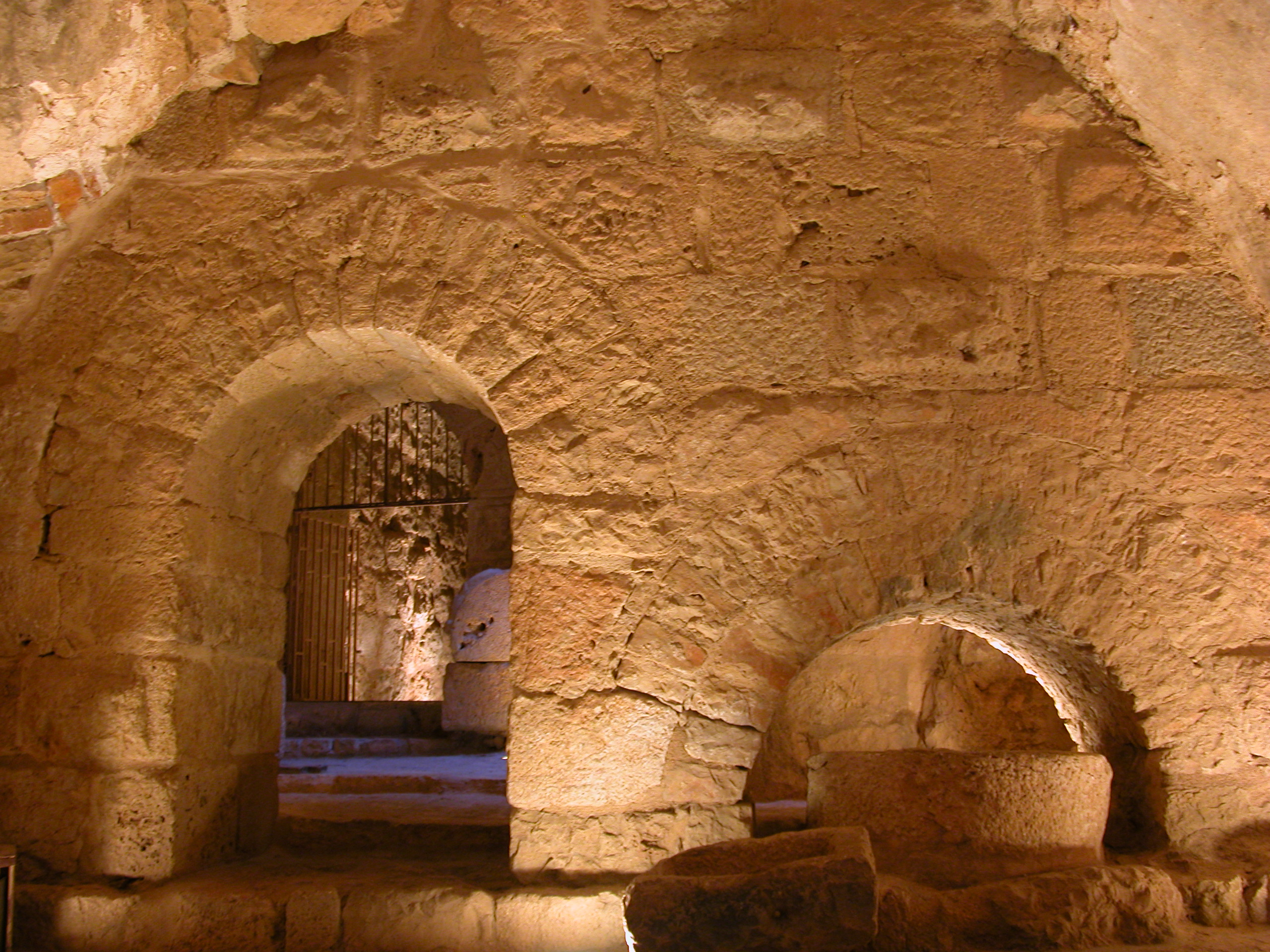
إحدى غرف القلعة.
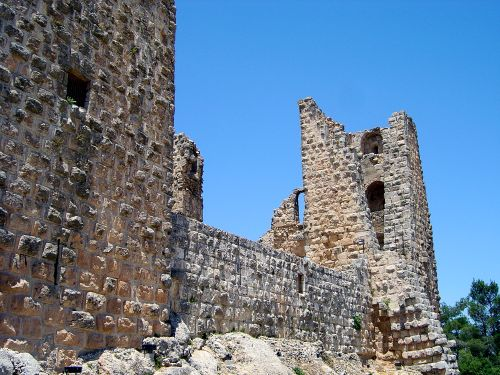
القلعة من الخارج.
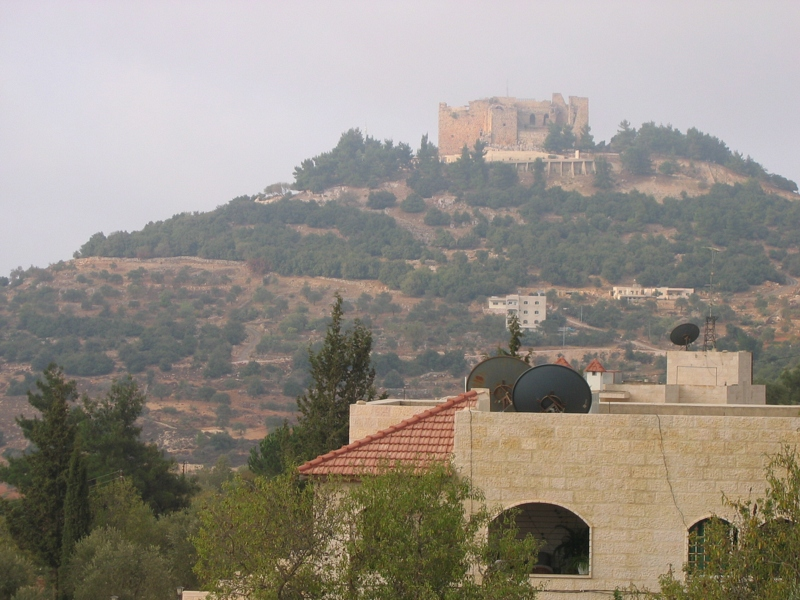
القلعة عن بعد.
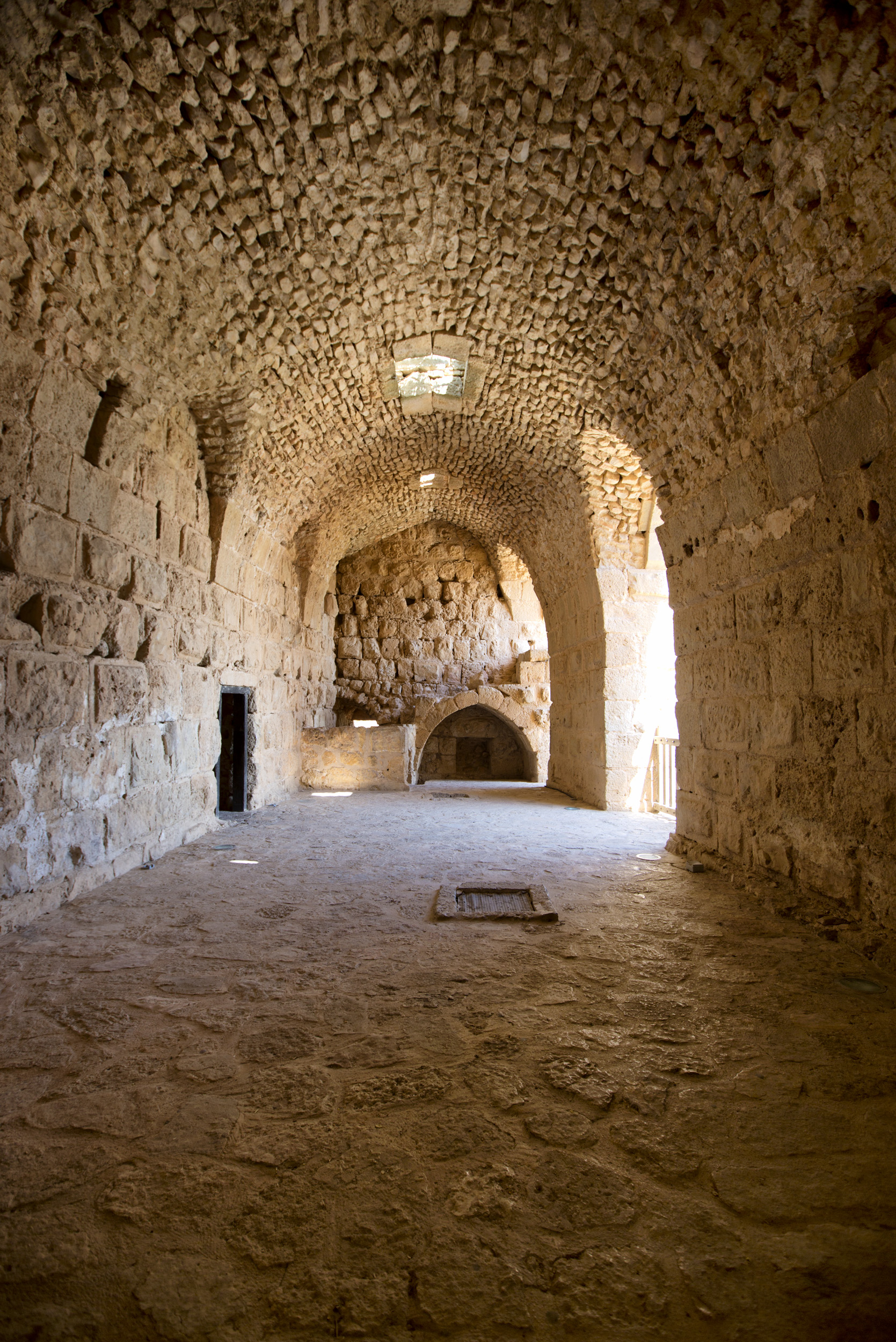
القلعة من داخل
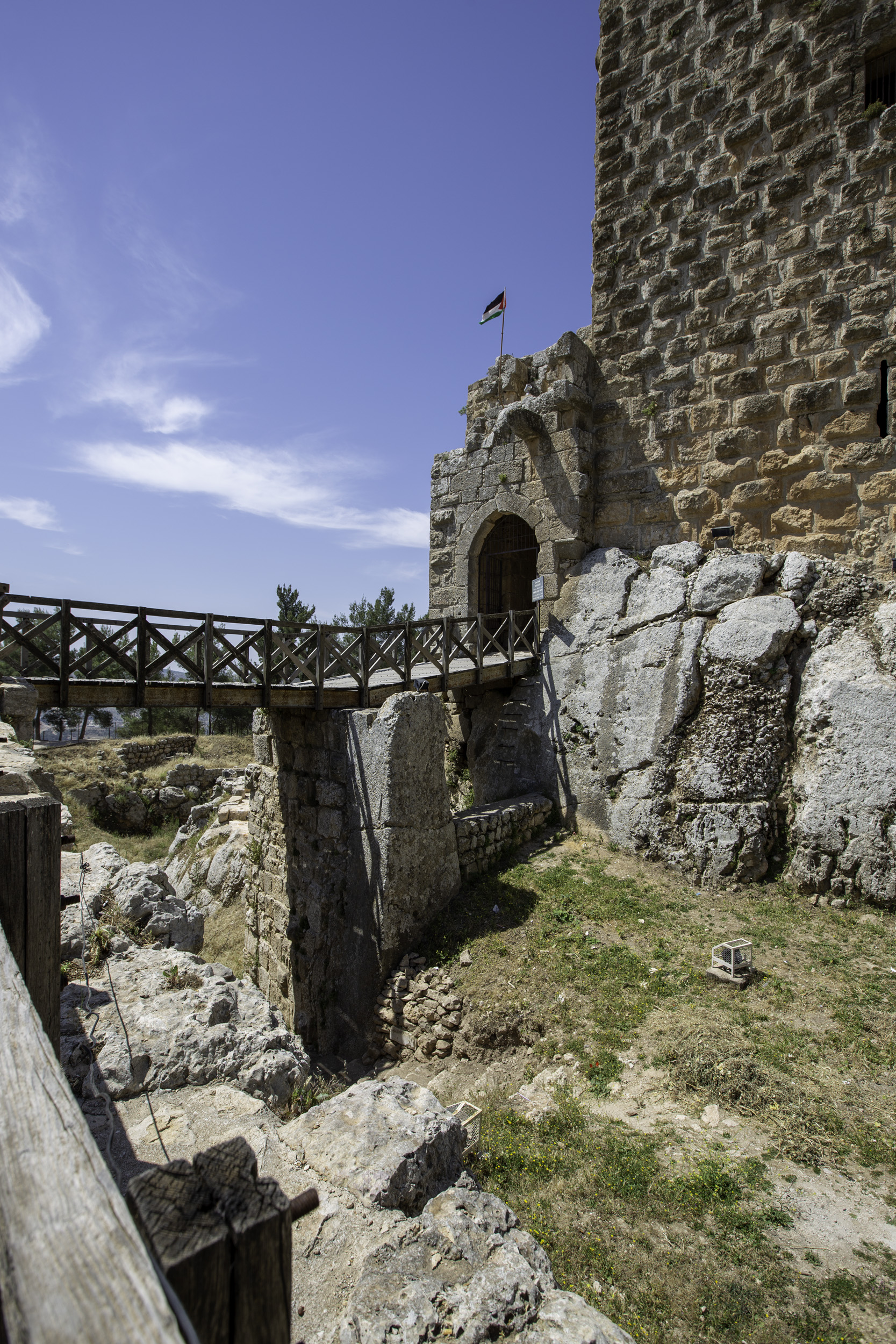
الجسر بجانب القلعة، نحوها.
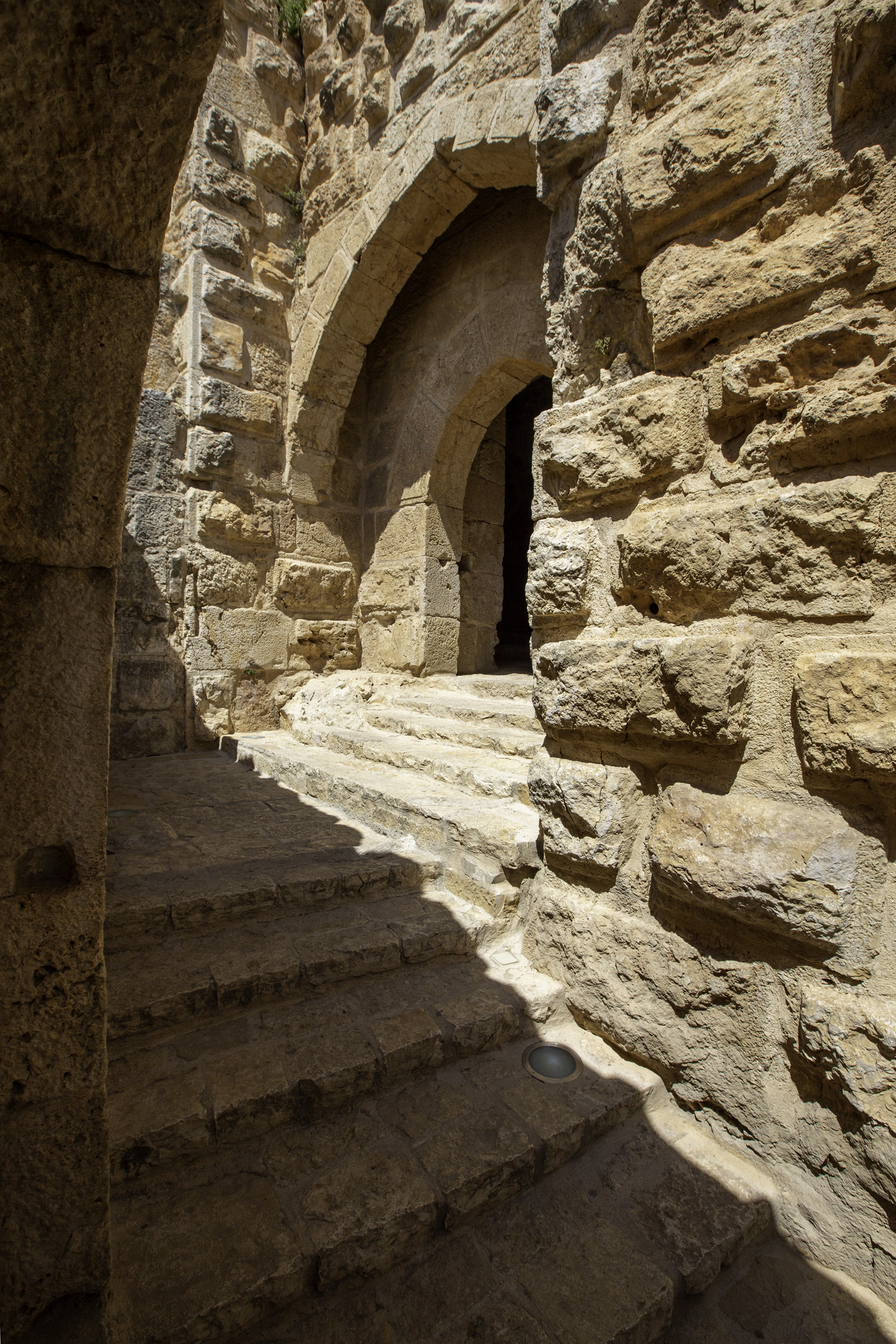
المدخل الی القلعة
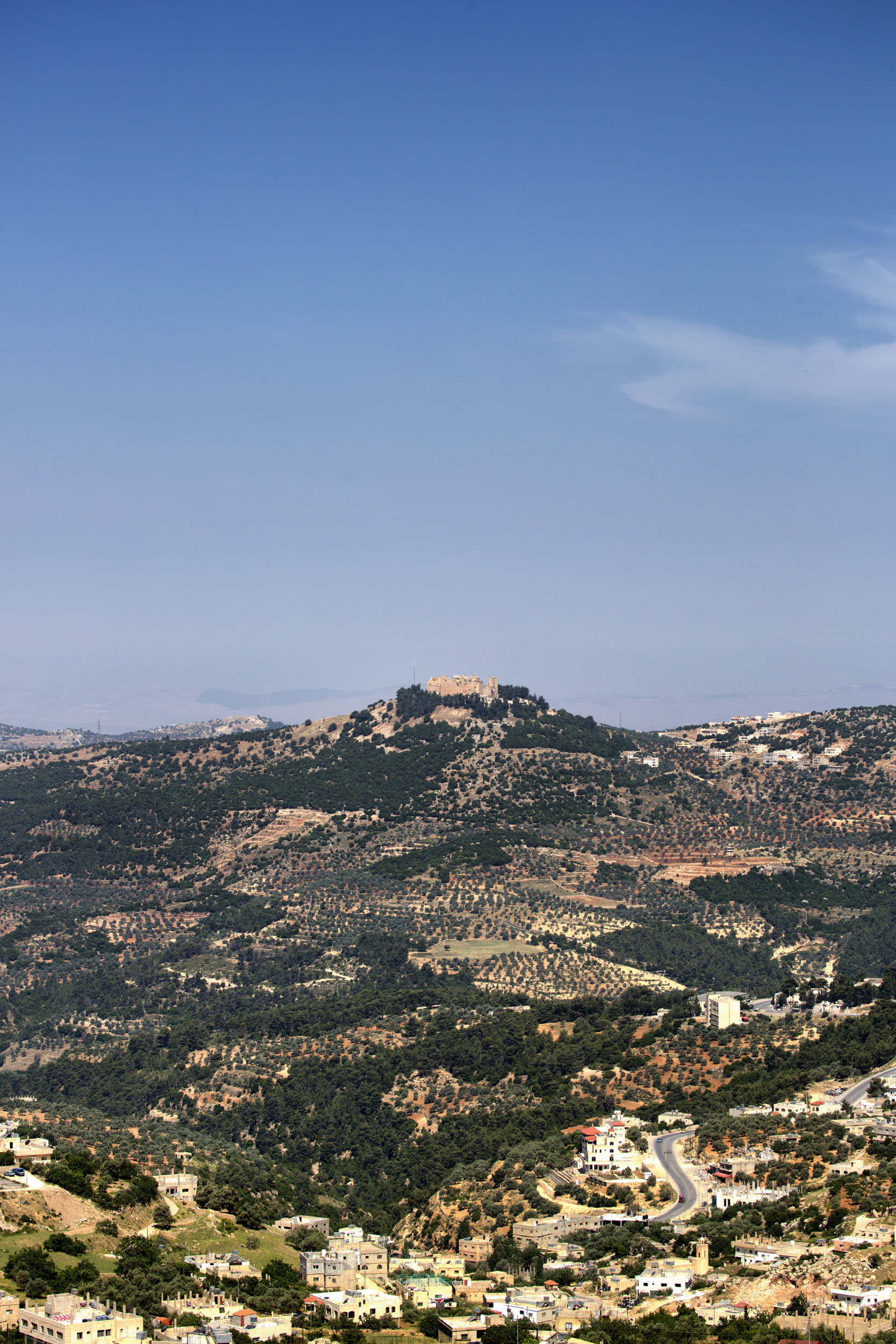
المنظر لجبل عوف، الی القلعة فوقه.